# Ophiura monostoecha
Ophiura monostoecha är en ormstjärneart som beskrevs av Hubert Lyman Clark 1911. Ophiura monostoecha ingår i släktet Ophiura och familjen fransormstjärnor. Inga underarter finns listade i Catalogue of Life.